# Evodià
Evodià  (en llatí Evodianus, en grec Εὐοδίανος) va ser un sofista grec d'Esmirna que va viure a la segona meitat del segle ii.
Va ser deixeble d'Arístocles de Pèrgam i potser també de Polemó Antoni. Va ser convidat a Roma on va exercir de professor d'eloqüència. Durant un temps es va dedicar a instruir a actors (τοὺς ἀμφὶ τὸν Διόνυσον τεχνίτας), ofici en el qual va destacar. Es va distingir especialment en oratòria i panegírics. Va tenir un fill que va morir a Roma abans que ell, i Evodià va voler ser enterrat prop del fill. No es conserva cap dels seus discursos.